# Comté d'Adams (Iowa)
Pour les articles homonymes, voir Comté d'Adams.
Le comté d'Adams est un comté situé dans l'État de l'Iowa aux États-Unis. En 2010, sa population était de 4 029 habitants. Le siège du comté est Corning.

## Géographie
Selon le Bureau du recensement des États-Unis, le comté a une superficie totale de 1 103 km2, composée de 1,096 km2 de terres et de 5 km2 d'eau (0,5%).

### Axes routiers principaux
- U.S. Highway 34
- Iowa Highway 25
- Iowa Highway 148

### Comtés adjacents
- Comté de Cass (Nord-Ouest)
- Comté d'Adair (Nord-Est)
- Comté d'Union (Est)
- Comté de Taylor (Sud)
- Comté de Montgomery (Ouest)

## Démographie
| 1860  | 1870  | 1880   | 1890   | 1900   | 1910   | 1920   | 1930   | 1940   |
| ----- | ----- | ------ | ------ | ------ | ------ | ------ | ------ | ------ |
| 1 533 | 4 614 | 11 888 | 12 292 | 13 601 | 10 998 | 10 521 | 10 437 | 10 156 |

| 1950  | 1960  | 1970  | 1980  | 1990  | 2000  | 2010  | - | - |
| ----- | ----- | ----- | ----- | ----- | ----- | ----- | - | - |
| 8 753 | 7 468 | 6 322 | 5 731 | 4 866 | 4 482 | 4 029 | - | - |